# Heteroglotónimo
El término heteroglotónimo (del griego clásico ἕτερος [héteros] ‘otro’, ‘diferente’, de ɣλῶττα [glōtta] ‘lengua’ y de -ώνυμος [-ōnymos] ‘nombre’) se refiere al nombre o glotónimo con que se conoce una lengua por parte de quienes no la hablan, es decir, un exónimo para el nombre de una lengua. Es antónimo de la noción de autoglotónimo.
Al igual que los glotónimos pueden llegar a tener valor despectivo, por ejemplo:
- El nombre polaco para el alemán, niemiecki, significa originariamente «el mudo».
- El nombre italiano para el alemán, tedesco, deriva de teodisco, que fue un término utilizado a principios de la Edad Media para referirse a las lenguas germánicas occidentales. El término latino se tomó prestado del adjetivo germánico que significa «del pueblo».
- El caso del bable, cuyo nombre se deriva del sonido «bla bla bla».[cita requerida]
- El caso del bereber, que deriva de la onomatopeya «bar bar» (bla bla). La palabra bárbaro de origen griego, tiene el mismo origen y fue usada para pueblos de lengua no griega.
- En Mesoamérica, los nahuas usaron los términos popoluca o popoloca (de la onomatopeya pol pol, hablar incomprensiblemente) para referirse a pueblos que hablaban otras lenguas.
- En la Amazonia, los pueblos arawak usaron el exónimo/heteroglotónimo peyorativo «maku» o «mako» (de ma-áku, 'no habla, sin lengua') para referirse a varios pueblos cazadores-recolectores cuyas lenguas no estaban relacionadas con la suya.

Hay ciertas lenguas que tienen un elevado número de heteroglotónimos de diferentes orígenes léxicos. Los heteroglotónimos son especialmente frecuentes para designar a la lengua de pequeñas naciones indígenas que vivían en contacto con otras naciones más numerosas, de cuya lengua suele proceder el heteroglotónimo. Por ejemplo los nombres ostyak y vogul son heteroglotónimos de origen ruso para referirse a la lengua de pueblos urálicos.